# Nebulae
Nebulae (em chinês, 星雲) é um supercomputador de escala petaflop localizado no Centro Nacional de Supercomputação em Shenzhen, na China.
Construído a partir de um sistema Dawning TC3600 Blade com processadores Intel Xeon X5650 e GPUs NVIDIA Tesla C2050, tem picos de performance de 1.271 petaflops usando a suíte LINPACK.
O Nebulae foi considerado o segundo computador mais poderoso do mundo em uma lista de junho de 2010, sobre os supercomputadores mais rápidos do mundo pela TOP500, e é o mais bem ranqueado computador que a China já teve, superando o número cinco do ranking, Tianhe-I, o qual foi construído numa configuração semelhante à híbrida GPU/CPU, em novembro de 2009. O Nebulae tem a performance de pico teórica de 2.9843 petaflops, mais rápida do que qualquer computador na história.